# Pinninck

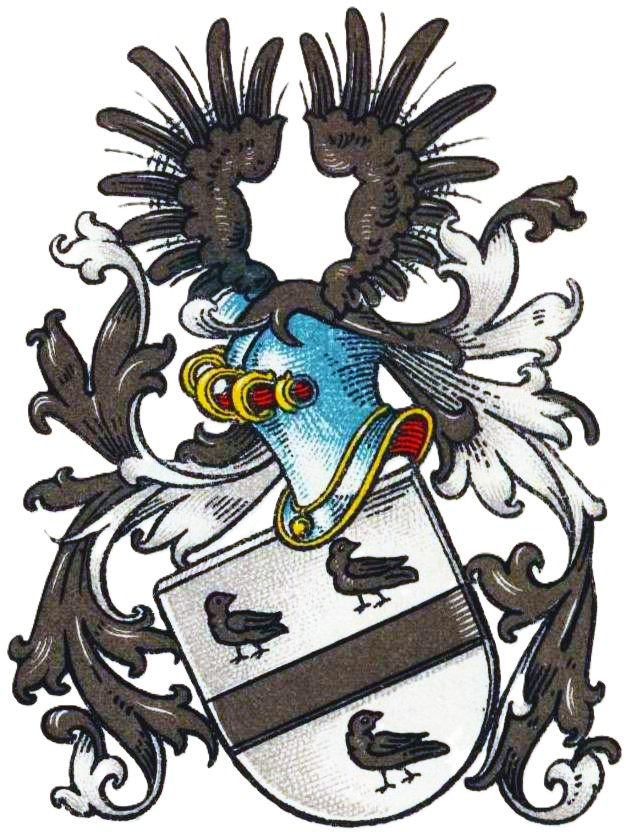
Wappen derer von Pinninck im Wappenbuch des Westfälischen Adels

Pinninck (auch Penninck, Pinninck von Scharpenburg) ist der Name eines aus den Niederlanden stammenden, später auch in Niedersachsen und Westfalen ansässigen Adelsgeschlechts.

## Geschichte
Das Geschlecht stammt ursprünglich aus der Gegend um Deventer in den Niederlanden. Später war es auch in Heede im Emsland und in Hörde begütert.
Adrian von Pinninck kam als spanischer Landrentmeister zu Lingen in das Emsland. 1625 kaufte er das Gut Beversundern in Lingen. Am 10. Januar 1652 wurde er von Kaiser Maximilian II. in den deutschen Adelsstand erhoben.
Sein Sohn, Obristwachtmeister Hermann Friedrich von Pinninck († 1665), heiratete am 2. Dezember 1642 die Erbtochter Anna Almoed von Scharpenberg. Letztere brachte u. a. Burg Scharpenburg in Heede in die Ehe ein. Ihre Nachkommen nahmen den Namen „von Pinninck von Scharpenburg“ an. Ihr Sohn Engelbert Christian von Pinninck von Scharpenburg († 1702) litt wie schon seine Vorfahren unter einer hohen Schuldenlast. Die Situation verschlimmerte sich, als das befestigte Scharpenburger Herrenhaus 1673 im zweiten Holländischen Krieg eingeäschert und Vieh, Korn und Hausgerät vernichtet wurden. Das Wohnhaus konnte zwar mit Hilfe des Münsteraner Bischofs wieder aufgebaut werden, doch die Schulden blieben. 1678 holte sich Engelbert Christian die Erlaubnis ein, auf seine Lehngüter 2000–3000 Taler Kredit aufnehmen zu dürfen. Danach wollte niemand das stark belastete Gut weiterhin beleihen. In seiner Not musste er schließlich 1693 den halben Heeder Garb-, Blut- und Flachszehnten an den Besitzer des Nachbarguts Heeden, den Erbkämmerer des Fürstentums Münster Franz Wilhelm von Galen zu Assen für 4500 Taler verpfänden. Engelbert Christian war in erster Ehe mit Johanna Henriche von Bardewyck verheiratet. Nach ihrem Tod heiratete er um 1696 Tetta Cornelia von Brawe zu Campe. Nachdem Engelbert Christian verstorben war, übernahm sein Sohn aus erster Ehe Hermann Friedrich von Pinninck († 1737) die Familiengüter. Er war mit Anna Elisabeth Henriettel von Schwickler zu Schwickering vermählt und verstarb am 16. Mai 1737. Ihr Sohn und Erbe war Christian Jobst Franz Joseph von Pinninck († 1755), der mit Maria Franziska von Althaus zu Beel verheiratet war und bei seinem Tod nur eine minderjährige Tochter namens Anna Franziska Josefine Odile von Pinninck († 1811) hinterließ. Sie wurde eine Wohltäterin der Armen und der Kirche in Heede.
Ihr Großvater Hermann Friedrich von Pinninck († 1737) hatte einen Bruder namens Caspar Levin von Pinninck, der in niederländische Militärdienste getreten und dort ansässig geworden war. Aus dessen Ehe mit Maria Cornelia von Lenarts stammte eine Tochter namens Maria Emerentia von Pinninck († 1823). Nach dem Tod ihrer Cousine Anna Franziska Josefine Odile von Pinninck († 1811) wurde sie die neue Herrin der Scharpenburg. Sie war die Letzte ihres Geschlechts, das mit ihrem Tod am 1. Oktober 1823 erlosch. Ihr Erbe fiel an den mit ihrem Ehemann, dem Geschworenen Rat und Sekretär der Stadt Maastricht Carl von Lenarts zu Jugenapp, gezeugten Sohn Carl von Lenarts.

## Wappen
Blasonierung: In Silber ein schwarzer Balken, begleitet von drei (2:1) sich umsehenden schwarzen Vögeln. Auf dem Helm mit schwarz-silbernen Helmdecken ein offener schwarzer Flug.

## Sonstiges
In Deventer findet sich noch heute die Doopsgezinde Kerk, auch Penninckshuis genannt, ein ehemaliges Wohnhaus, das 1583 von Hermann von Pinninck, verheiratet mit Lucia von Rhede, mit Torhaus und Prunkfassade errichtet wurde. Später wurde es zu einer mennonitischen Kirche umgebaut. An der Fassade findet sich ein Allianzwappen mit den Wappen derer von Pinninck und Rhede.

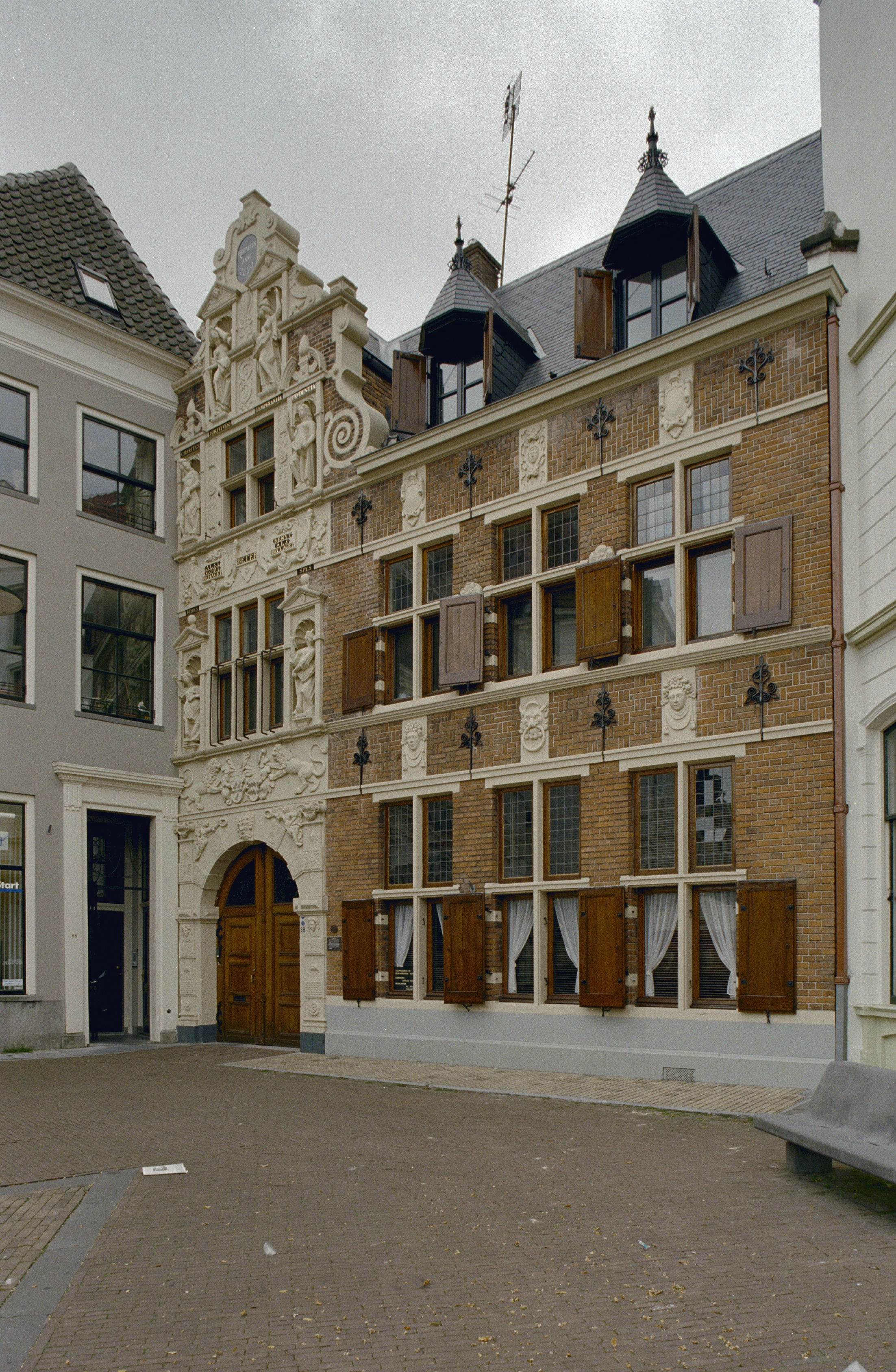
Doopsgezinde Kerk, 1997
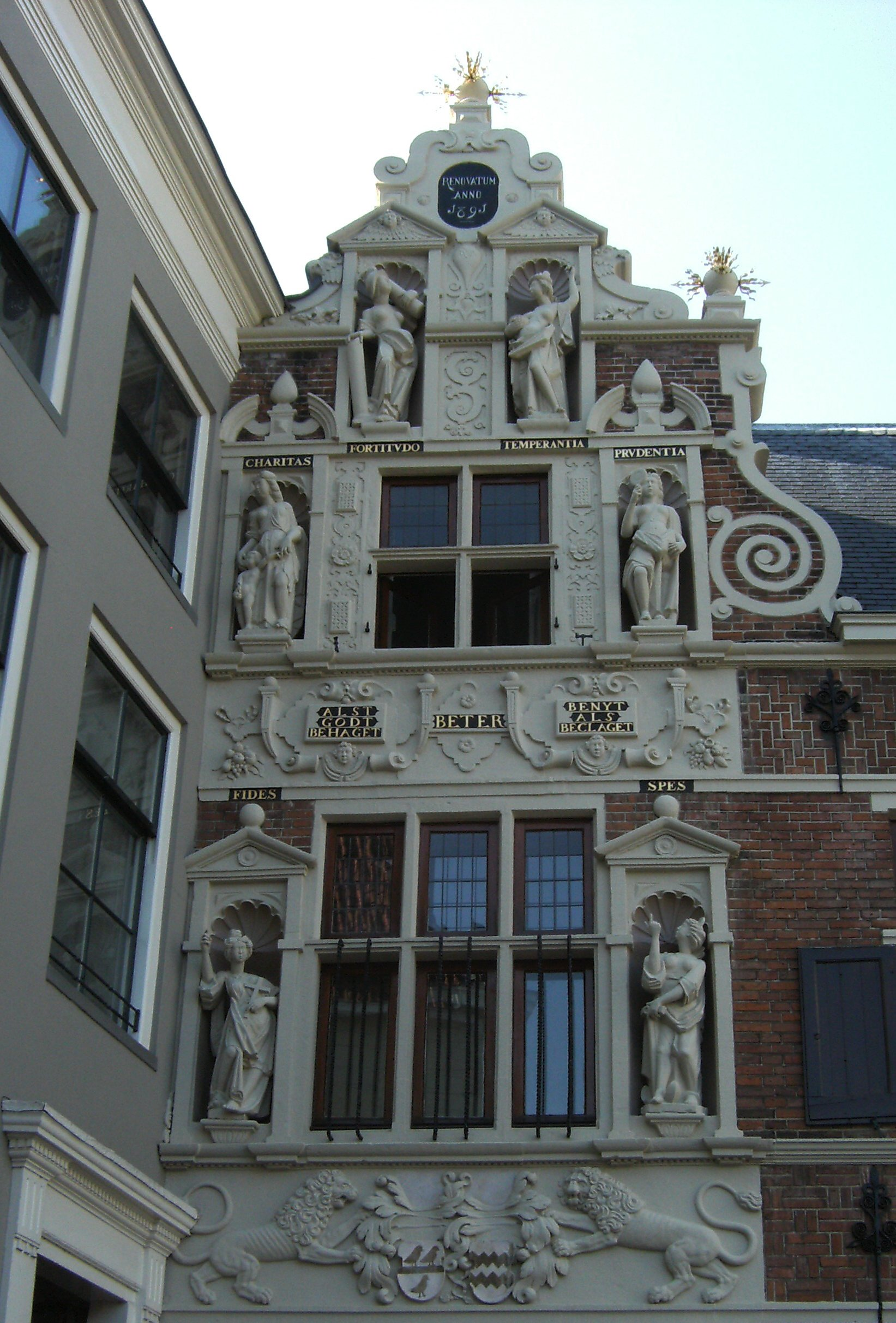
Prachtfassade der Doopsgezinde Kerk mit Allianzwappen, 2009
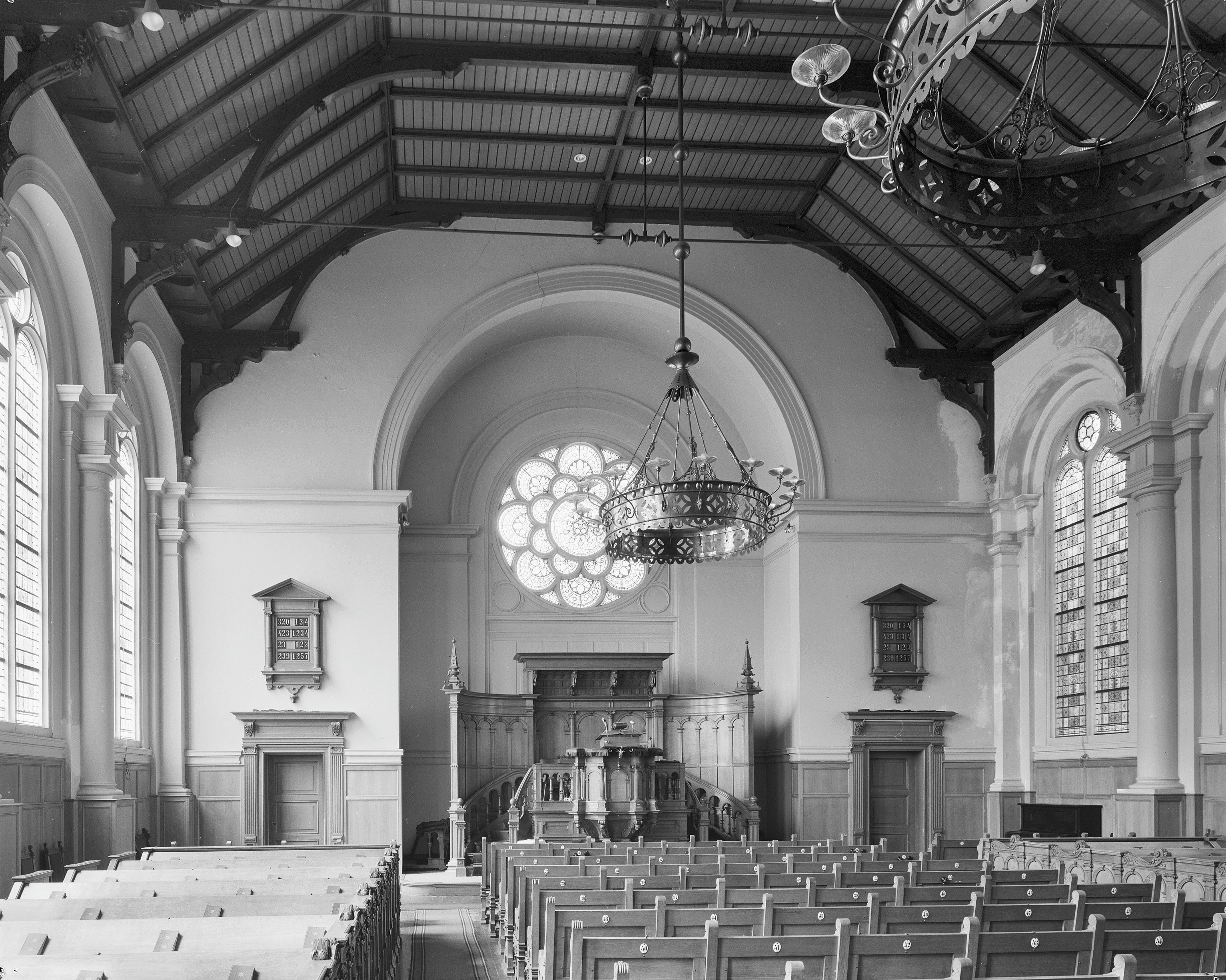
Interieur der Doopsgezinde Kerk, 1975
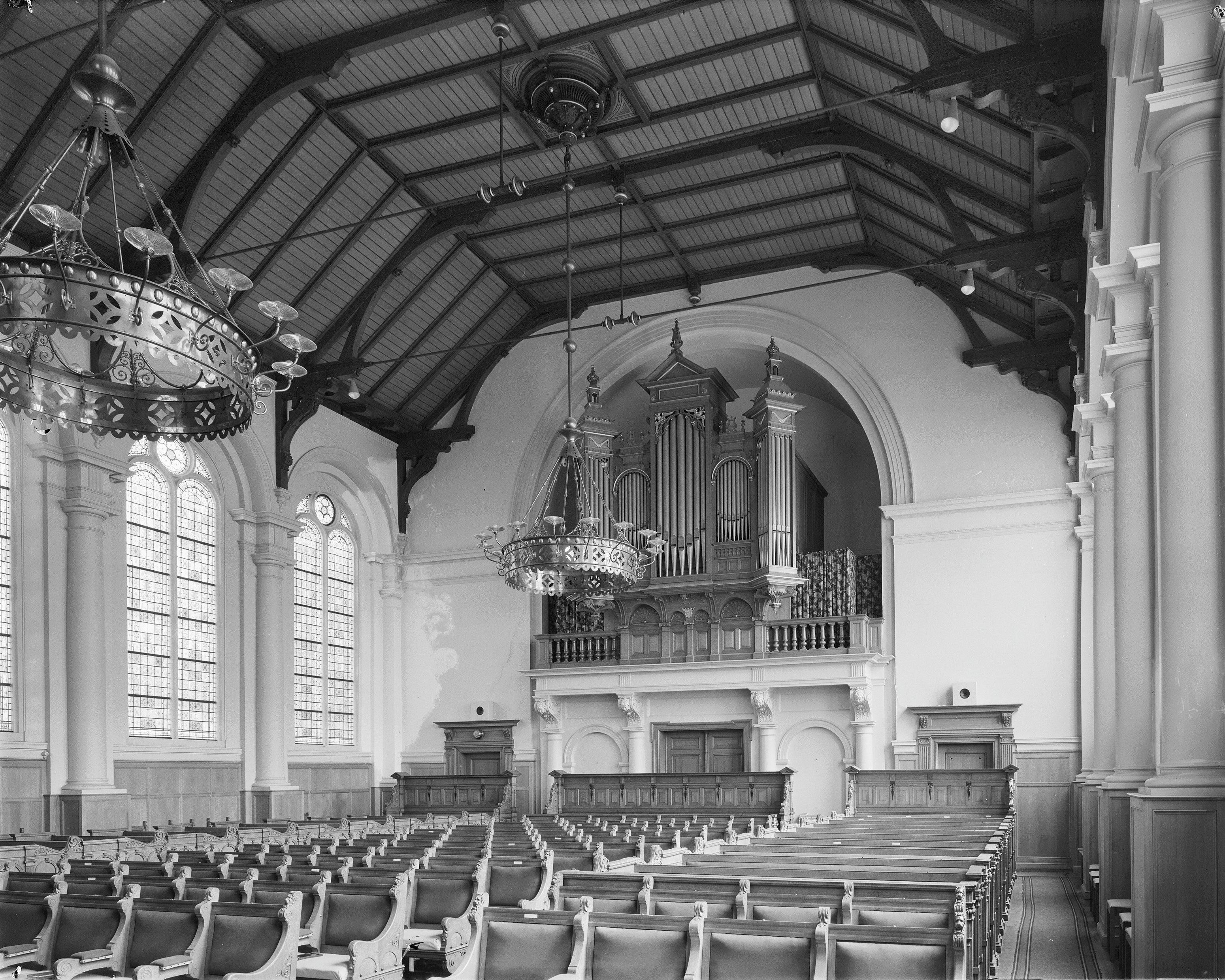
Interieur der Doopsgezinde Kerk, 1975